# 戰利品行動
戰利品行動（Operation Plunder）是第二次世界大戰末期盟軍在1945年3月23日晚上開始的一次行動。這次行動是盟軍強渡萊茵河的其中一次行動，目的是要在德國的里斯、威塞爾及利珀運河以南強渡萊茵河。

## 計畫
行動由伯納德·勞·蒙哥馬利元帥指揮的第21集團軍群進行。第21集團軍有兩個軍和一個空降軍參與此行動：
- 英軍第2軍團：由邁爾斯·鄧普賽中將指揮
- 美軍第9軍團：由威廉·胡得·辛普森中將指揮
- 美軍第18空降軍：英軍第六空降師和美軍第17空降師組成

行動中各軍團均有自己的行動代號：
- 英軍第2軍團：「螺絲起子」（Turnscrew）、「赤頸梟」（Widgeon）、「火把」（Torchlight）
- 美軍第9軍團：「閃光」（Flashlight）
- 美軍第18空降軍：「大學校隊」（Varsity）大學校隊行動（英语：Operation Varsity）

## 背景
作戰行動的準備在3月16日開始進行。盟軍在巨大煙幕的掩護下，鋪設道路、運送物資及36架英國皇家海軍的登陸艇到前線。行動於1945年3月23日晚上開始陸軍行動。大學校隊行動（空降行動）則於翌日早上開始，傘兵計劃降落在威塞爾附近的荒廢農田。此外，英國陸軍的特種空勤團負責的拱門行動也於3月25日開始，為這次作戰的部隊開路。

## 戰鬥
首先行動的有3個軍：英軍第12軍、英軍第30軍和美軍第16軍。其中英軍第79裝甲師（師長是珀西·霍巴特少將）是諾曼地登陸時的先頭部隊。他們擅長以經過改造的裝甲車（綽號「霍巴特滑稽坦克」）解決各種問題。其中包括經過改造的美國兩棲登陸履帶車（Landing Vehicle Tracked，簡稱LVT，盟軍間的暱稱是「水牛」），他們利用這些履帶車運送先頭地面部隊和物資以展開這次行動。
第一部份的戰鬥於3月23日晚上9時展開，由英軍第51高地師和蘇格蘭第7營在里斯開始進攻，其後英軍第7高地軍也開始進攻。3月24日凌晨2時英軍第15蘇格蘭人師在里斯與威塞爾之間登陸。起初他們沒有遇到反抗，但後來他們在德軍的機槍陣營附近遇到激烈反抗。而英軍第1兩棲作戰旅的士兵則進入威塞爾。
美軍第30師在威塞爾南方登陸。雖然曾經遇到當地德軍的反抗，沒多久德軍便被美軍的炮火和盟軍的空中支援轟炸消滅。不久之後美軍第79師也順利登陸。總括而言，美軍登陸時遭受的損傷輕微。
德軍方面，他們一直向蘇格蘭的盟軍反擊，並加入裝甲車增援守軍。但這並沒有打斷盟軍的登陸行動，盟軍更開始運送坦克等重型裝備以加強攻力。24日傍晚美軍成功建造了一條橫跨萊茵河的橋樑，使盟軍更容易運送裝備和物資打擊德軍。

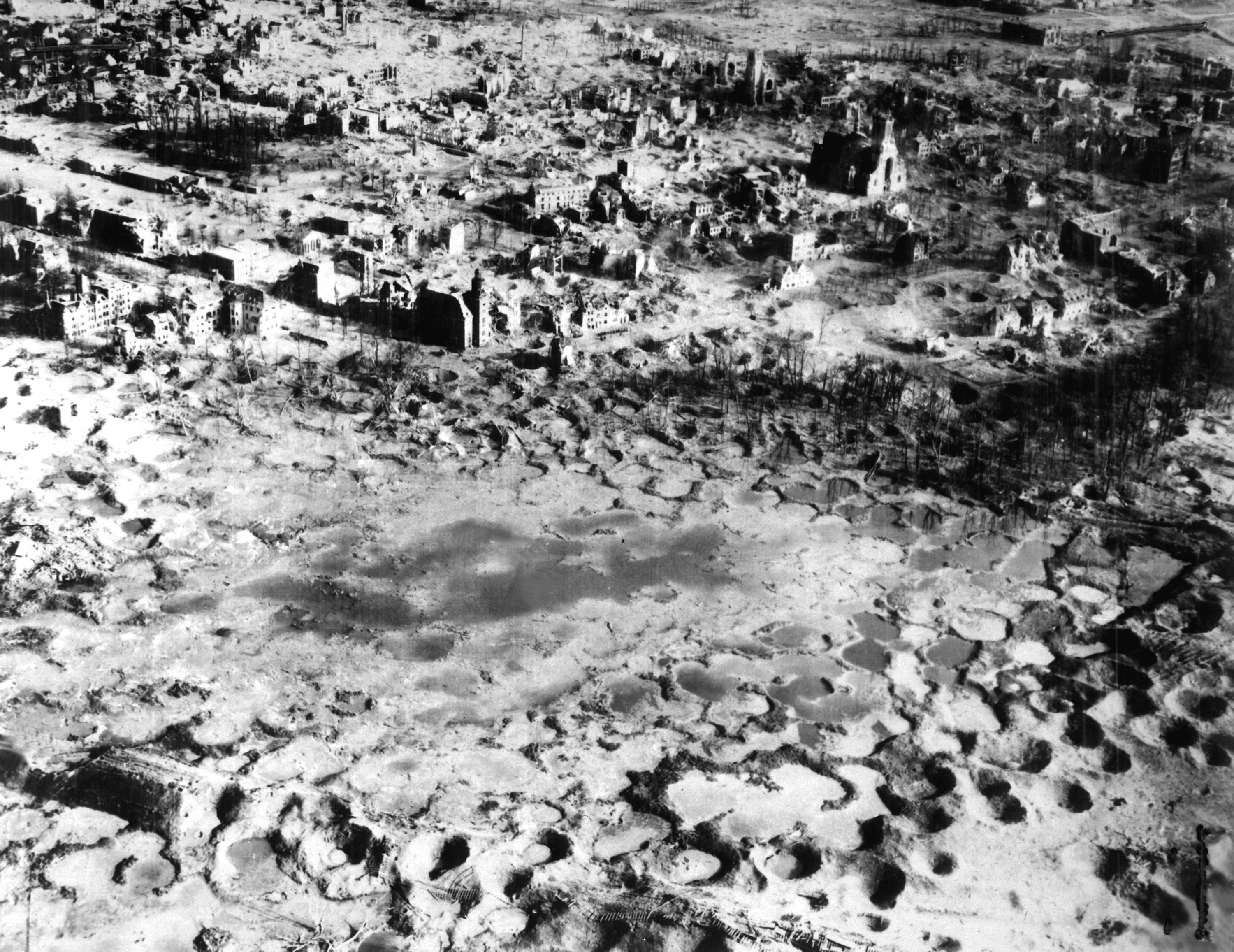
威塞爾在盟軍的猛烈轟炸後成為廢墟，圖為市中心景象。

大學校隊行動則於24日早上10時開始，目的是要切斷德軍部隊之間的聯繫。汲取了市場花園行動大敗的慘痛教訓，盟軍傘兵在面對德軍猛烈的對空攻擊下，仍能成功擊退德軍的反擊。到中午時分，英軍第15蘇格蘭人師成功與兩個空降部隊會合，向成功邁進了一大步。
但德軍在里斯北方的史派得洛普仍能猛烈地抵抗盟軍蘇格蘭第7營的進攻，使得加拿大軍第九旅需轉向支援。雖然德軍繼續反抗，但盟軍憑藉兵員及物資的多數優勢，成功在萊茵河邊建立穩固的橋頭堡。及至3月27日，盟軍的橋頭堡已有35哩（55公里）寬、20哩（30公里）深，為盟軍進攻德國本土提供良好的基礎。

## 結果

### 對德軍的影響
盟軍的行動受到隸屬於德軍H集團軍，由阿佛瑞·史科倫上將指揮的德軍第1空降集团军的反擊。雖然第1空降集团军是當時區內最有力的德國軍隊，但因為在芮斯華森林之戰遭受的嚴重損失，第1空降集团军未能抵抗盟軍強大的進攻而需要向東北方的漢堡及不萊梅後撤，令第1空降集团军與魯爾區內的德軍第15軍之間出現空位。
3月27日，史科倫上將受傷，由袞特·布魯門特里特上將接任第1空降集团军司令。布魯門特里特上將和他的上司──H集團軍總司令約翰內斯·布拉斯科維茨大将都認為德軍已經戰敗了。首先，德軍防線已經殘破不堪；再者，德軍已經沒有後備部隊可供上陣，加上坦克不足、炮兵微弱、沒有空軍支援，使德軍的情況雪上加霜。而且，部隊間的通訊非常微弱──事實上，H軍團甚至與其中一個軍團失去聯繫。而後方派來的援軍水準低下，故為避免不必要的損失，援軍都沒有上陣。
儘管決策階層嚴令布魯門特里特上將不准撤退，但他自4月1日起，以最低損傷的形式逐漸撤退至多特蒙德-埃姆斯河運河後的條頓堡森林駐防。而戰利品行動開始後短短一星期，盟軍已在魯爾區北部俘虜30,000名的德軍。

### 邱吉爾首相
英國首相邱吉爾在戰利品行動開始當天，親臨蒙哥馬利在荷蘭芬洛附近的司令部視察，並激勵英軍士氣。翌日，他與蒙哥馬利到戶外觀看「大學校隊行動」的盟軍傘兵空降的戰況。
3月25日，邱吉爾與蒙哥馬利拜訪盟軍總司令艾森豪五星上將的司令部。他們午膳後聽過最新戰事簡報後，一行人前往一間掛滿阻彈沙包的房屋，視察「德軍據守」的萊茵河岸。艾森豪離開後，邱吉爾與蒙哥馬利兩人，連同美軍將領和兩人的護衛更大膽地坐船到對岸實地視察。
他們在岸邊視察了半個小時，期間未遇到德軍的攻擊和挑釁等危險情況。之後，他們還視察了威塞爾內一座被摧毀的鐵路橋，最後因為發現德軍大炮的炮口好像要瞄準他們，才匆匆離去。

### 軍事競爭
雖然戰利品行動非常成功，但這次行動曝露出美軍將領對蒙哥馬利感到非常憤怒。這可能是蒙哥馬利在多次行動中決策過分審慎而引致的。
在這次行動前，蒙哥馬利已多次激怒美軍將領：從西西里島登陸戰役、諾曼地登陸，到突出部之役後亦然。他的聲譽在市場花園作戰的大敗和斯海爾德河爭奪戰中未能儘早攻下安特衛普港後更是跌至谷底。
美軍也故意貶抑蒙哥馬利和英軍。在盟軍司令部原本計劃讓戰利品行動成為盟軍橫渡萊茵河的主要軍事行動，但在1945年2月初盟軍司令部召開的馬爾他會議中，艾森豪在魯爾區南部，增加數個橫渡萊茵河的行動。在行動前的3月7日，美軍利用已廢棄雷瑪根大橋成功橫越萊茵河，建立一個具威脅性的橋頭堡。當時美國第三軍總司令巴頓中將在美因河以南建立橋頭堡，以一河之隔遙望奧本海姆。這些戰報都是在經精心計算的時間公佈，以減低蒙哥馬利的戰利品行動成功的重要性。
總括而言，蒙哥馬利指令軍隊進行準備工作是過分審慎。如果能俘虜那些疲憊的德軍，德國將會受到嚴重的打擊。但在盟軍準備戰利品行動的時候，德軍第47裝甲軍團在荷蘭安全地獲得寶貴的休息、整備時間，並接收派來的援軍。有需要的時候，他們是攻擊那些橋頭堡的新力軍。結果，被派往攻擊第47裝甲軍團的英軍和加拿大軍在史派得洛普附近面對的，是經過重整的德軍，增加戰鬥的難度。
另外，行動涉及的大規模空降作戰（即大學校隊行動）也因為兵員和飛機損失嚴重而被批評為不需要和昂貴。而蒙哥馬利初期計劃要美軍部隊歸自己指揮也令部份美軍將領感到不安。
而支持蒙哥馬利的人則認為，雖然德軍的預備兵力需調派到雷瑪根以應付巴頓的部隊，但他們原本被安排在原駐地應付盟軍在戰利品行動的進攻，故德軍兵力不能小覷。而威塞爾附近的萊茵河因為河道太闊和附近的沼澤地形亦是這次行動的嚴重障礙，需要一定的兵員和資源來應付。至於雷瑪根和奧本海姆方面，由於兩個城市都已經無路可退，並不是重要的戰略目標，故巴頓才能如入無人之境。